# هوندا فيت
هوندا فيت (بالإنجليزية: Honda Fit)‏، هي سيارة يابانية من إنتاج شركة هوندا، صدرت لأول مرة في عام 2001م.

## ميزة السيارة
فيت هايبرد هي نظام مختلف تماماً، حيث يتصل موتور بالمحرّك مباشرة في نظام آي إم أي هوندا (Honda IMA)، وهي نظام الموتور المساعد المدمج لطراز الجيل الأول، وأثناء استخدام المحرّك كمصدر قوة رئيسية، فإن الموتور يوفر قوة مساعدة حسب الحاجة، في نظام الجيل الثاني فيت هايبرد، يجتمع ناقل حركة بقابض مزدوج ذي 7 سرعات وموتور كهربائي مدمج، مع المحرّك في نظام سبورت هايبرد آي دي سي دي (Sport Hybird i-DCD).

### نظام آي دي سي دي
هي نظام ناقل الحركة الذكية بالقابض المزدوج، ومن ضمن مميزات آي دي سي دي، حينما يكون المحرّك والموتور منفصلان، يمكن تجنب فقدان الطاقة أثناء توليد الطاقة المتجددة، يمكن قيادة السيارة في نظام هيابرد أو إي في للمحرّك (EV) وفقاً لشروط القيادة.
ينتج نظام آي دي سي دي (i-DCD) مجتمعاّ مع محرّك آي فيتك (i-VETC)، وسعتها 1.5 لتر 137 حصان، يجعل هذا القيادة الرياضية ممكنة مع الاقتصاد في استهلاك الوقود بمقدار 2.7 لتر/100 كم في نظام جاي سي 08 (JC08)، وبخلاف استخدام النظام فبقية السيارة اعتيادية باستخدام نظام الجيل الثالث القياسية للوقود، وهناك 4 طرازات بمعدات مختلفة، ولكن حزمة s الأكثر رياضية هي الطراز الوحيد المتوفر بناقل حركة مدمج بعجلة القيادة.